# モダンドッグ
モダンドッグ（Modern Dog、タイ語: โมเดิร์นด็อก）は、1992年に結成されたタイ王国のロック・バンド。
モダンドッグは、タイ国内のみならず、国外にも活動を広げており、2003年には東京で演奏をした。2006年の7月から8月にかけて、アメリカ合衆国をツアーし、ニューヨーク市のニッティング・ファクトリーでも公演した。
日本にも、タイ･フェスティバルのゲストとして何度も出演している他、様々な機会に来日している。

## メンバー
- タナチャイ・"ポッド"・ウジン（Thanachai "Pod" Ujjin、タイ語: ธนชัย อุชชิน; RTGS: Thanachai Utchin）– ボーカル、リズム・ギター
- メーティ・ノイジンダ（Maetee Noijinda、タイ語: เมธี น้อยจินดา; RTGS: Methi Noichinda）– ギター
- パウィン・"ポーン"・スワンナチープ（Pawin "Pong" Suwannacheep、タイ語: ปวิณ สุวรรณชีพ; RTGS: Pawin Suwannachip）– ドラムス

過去のメンバー
- ソマト・ブニャラタウェチ（Somath Bunyaratavech、タイ語: สมอัตถ์ บุณยะรัตเวช; RTGS: Som-at Bunyarattawet）– ベース
- サラウト・ロエトパニャヌト（Sarawut Loetpanyanut、タイ語: สราวุธ เลิศปัญญานุช）– キーボード

## 経歴
メンバーは、もともと5歳の頃からの知り合いだったという。
大学生のバンドだったモダンドッグは、1992年にコーク・ミュージック・コンテスト (Coke Music Contest) に優勝した。バンドはインディ・レーベルのベイカリー・ミュージックと契約し、音楽プロデューサーの「スキ (Suki)」ことカモル・スコソル・クラップ (Kamol Sukosol Clapp) と組むことになった。最初のアルバム『Moderndog』は、1994年にリリースされた。折から、ちょうど全面的にインディー・レーベルの曲ばかりをかけるラジオ・フォーマットへと転換したばかりだった地元のラジオ局ファット・ラジオ (Fat Radio) が、このアルバムからのファースト・シングルだった「Busaba (บุษบา)」を24時間繰り返し放送し続けた。アルバムからの別の曲「...Before (...ก่อน)」は、プライ (Pry) ことパトムポルン・パトムポルン (Pathomporn Pathomporn) の書いた曲であったが、2004年の映画『Citizen Dog (หมานคร)』のサウンドトラックで大々的に使用された。
モダンドッグは、その実験的な電子音の用い方で、しばしば好意的にレディオヘッドに比較され、また、実際に1994年には、このイギリスのバンドのバンコクMBKセンターにおけるコンサートで、前座を務めた。
1997年に2枚目のアルバム『Café』を出した後、バンドは4年間の活動休止期間があり、その間に結成時のベーシストであったソマト・"ボブ"・ブニャラタウェチがバンドを脱退し、他方でポッドはタイ国外に出て事業を手がけていた。バンドがそのまま解散するのではないかという危惧を振り払って、モダンドッグは2001年にスタジオに戻り、3枚目のアルバム『Love Me Love My Life』を制作した。次いでバンドは、全国ツアーに出て、その間は一時的にボブがベーシストとして復帰した。その後、ベースは、何人かのサポート・メンバーが交代で務めるようになった。
以来、モダンドッグは、タイのインディーズ・シーン、ロック・シーンを代表する存在として賞賛されるようになり、これに続くロソ、ビッグ・アス、ボディスラム、シリー・フールズといったバンドに道を拓いた。十年以上ベイカリー・ミュージックに所属し、その間の2001年にレーベルがソニー・BMG・ミュージック・エンタテイメントに売却されるという事態も経て、モダンドッグはレーベルを離れ、自身のレーベルからアルバムを出すことを計画した。
2004年のアルバム『That Song』は、ベル・アンド・セバスチャンやモグワイを手がけたトニー・ドゥーガンがプロデュースし、タイトル曲「That Song」はチボ・マットのベーシストである本田ゆかが編曲した。また、このアルバムには、ゲストとして, Buffalo Daughter（バッファロー・ドーター）の大野由美子と、ショーン・レノンが参加している。このアルバムからは、3枚のシングルがタイのチャートで首位に立った。
2006年には、アメリカ合衆国で活動し、7月28日から30日にかけては、リンカーン・センターで上演されたタイの民族叙事詩『ラーマキエン』のロック・オペラ版に、セク・ロソなど、他のタイ人アーティストたちとともに出演した。
2006年10月、モダンドッグはバンコクの音楽祭に出演し、発表予定だったアルバムからの新曲を披露した。5枚目のアルバム『Ting Nong Noy』は、2008年9月に、自らのレーベル「Moderndog Co., Ltd.」からリリースされた。
2015年には、2月にバンコクで開催された「Japan Expo 2015」の公式イベント・テーマ曲として、2013年に発表していた曲「Moderndog Scala」の日本語バージョンを作成し「Moderndog Scala (Japanese Version) Feat. Ruri」として発表した。
2017年10月には、タイやマレーシアを回るツアーを開始したが、ドラムスのポーンが病気のため、代わりにイギリス・ロンドン出身のポール・ティロットソン (Paul Tillotson) がドラムスに入った。ティロットソンは、以前にセク・ロソのバンドと一緒にツアーをした経験がある。

## おもなディスコグラフィ

### アルバム
- เสริมสุขภาพ (Moderndog) - 1994年
- Café - 1997年
- Love Me Love My Life - 2001年
- That Song - 2004年
- Ting Nong Noy - 2008年
- Pod Pong May-T - 2016年